# Borgáta fürdő
Borgáta fürdő a Kis-Somlyó hegy lábánál fekvő Borgáta község termálvizes fürdője és strandja. A termálfürdő szezonális jelleggel tart nyitva, tavasztól őszig kínál feltöltődést.
Borgáta termálvize gazdag kalciumban, magnéziumban, hidrogén karbonátban és más ásványi anyagban és az alacsony sótartalma által ideális rekreációs központ reumás és mozgásszervi megbetegedésben szenvedő emberek számára.

## Medencék, szolgáltatások
Az úszásra is alkalmas strandmedence 26-28 C fokos. A nyitott termálmedence 37-38 C fokos, a félig fedett termálmedence 35-36 C fokos. A csúszdával ellátott gyermekmedence mellett rendelkezik a fürdő élménymedencével is, amelyben 13 attrakciót élvezhetnek a fürdővendégek. A gyerekek számára kis játszóteret is kialakítottak hintákkal, homokozóval, egyéb szabadtéri játékokkal. A létesítmény előtt ingyenes a parkolási lehetőség, a közelben buszmegálló is található.
A termálfürdőben az alábbi medencéket élvezhetik a vendégek:
- 2 termálvizes ülőmedence (melyek közül az egyik fél fedett),
- 1 élmény medence
- 1 úszásra, strandolásra egyaránt alkalmas, 28 fokos medence,
- 1 gyerekpancsoló

A fürdő területén található kempingben 50 beállóhely áll a vendégek rendelkezésére.
A fürdő továbbá a fenntartható fejlesztési projektjének keretében több kényelmi, aktív szabadidős szolgáltatást is megvalósított, például árnyékolt piknik padok.